# Caborriu (Abella de la Conca)
Caborriu és un paratge del terme municipal d'Abella de la Conca, a la comarca del Pallars Jussà.
Es troba al nord-est de la vila d'Abella de la Conca i al sud-est de Mas Palou, a la dreta del riu d'Abella. És el tram, cap del riu que hi ha entre el lloc on el barranc de la Vall s'uneix al barranc de Caborriu, i l'aiguavés d'aquest darrer en el riu d'Abella. El Molí d'Abella es troba a l'extrem sud-oest de Caborriu.
Pel fons de la vall, per la mateixa llera dels barrancs esmentats, discorre el camí rural que mena a la Casa de la Vall. Joan Coromines explica l'origen de Caborrius a partir de la forma llatina, després ja romanitzada, caput rivi («cap de riu»).